# Conophis
Conophis es un género de serpientes que pertenecen a la familia Dipsadidae. Su área de distribución incluye México, y América Central.

## Especies
Se reconocen las siguientes especies:
- Conophis lineatus (Duméril, Bibron & Duméril, 1854)
- Conophis morai Pérez-Higareda, López-Luna & Smith, 2002
- Conophis vittatus Peters, 1860